# 切爾韋尼奧沃
48°28′7″N 22°30′58″E / 48.46861°N 22.51611°E
切爾韋尼奧沃（羅馬化：Cherveniovo）是烏克蘭的村落，位於該國西部外喀爾巴阡州，由穆卡切沃區負責管轄，面積2.74平方公里，海拔高度105米，2001年人口1,951，人口密度每平方公里712.82人。